# ジェームズ・メイトランド (第7代ローダーデイル伯爵)

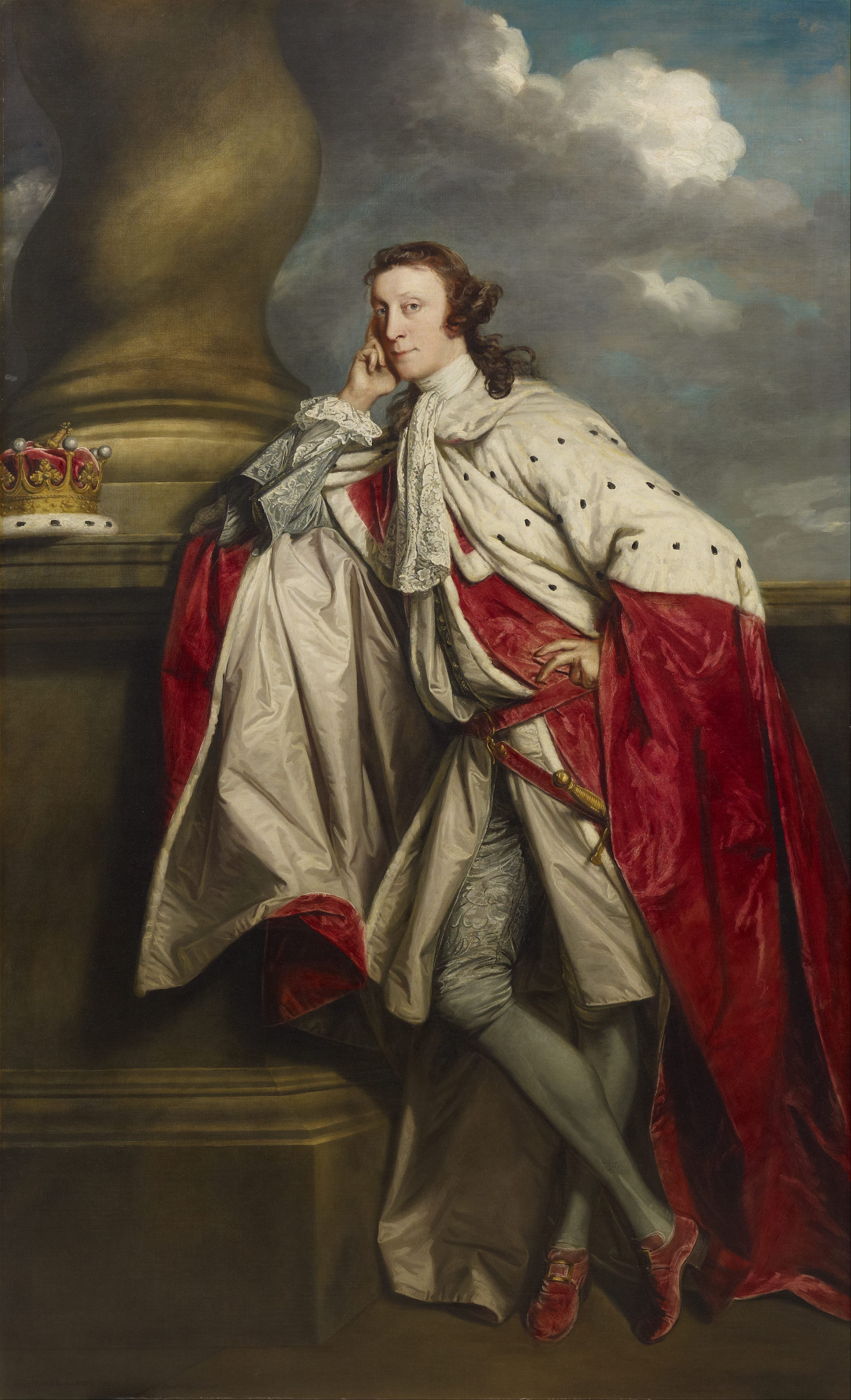
ジョシュア・レノルズによる肖像画、1759年から1761年画。

第7代ローダーデイル伯爵ジェームズ・メイトランド（英語: James Maitland, 7th Earl of Lauderdale、1718年1月23日 – 1789年8月17日）は、スコットランド貴族。1747年から1761年までと1782年から1784年までの2度にわたってスコットランド貴族代表議員を務めた。1744年までメイトランド子爵の儀礼称号を使用した。

## 生涯
第6代ローダーデイル伯爵チャールズ・メイトランドと妻エリザベス（Elizabeth、1692年5月6日ごろ – 1778年9月24日、第4代フィンドレイター伯爵ジェームズ・オグルヴィの娘）の息子として、1718年1月23日に生まれた。
1740年にイギリス陸軍に入隊、1745年に中佐に昇進、以降20年ほど務めたのち1765年に辞任した。
1744年7月15日に父が死去すると、ローダーデイル伯爵位を継承、1747年から1761年までと1782年から1784年までの2度にわたってスコットランド貴族代表議員を務めた。1747年、スコットランド世襲的司法権廃止法により、サールスタンのレガリティ（regality）とローダーデイルのbailiaryの放棄と引き換えに1,000ポンドの補償を受け取った。
1766年から1782年までスコットランド警察卿（Commissioner of Police）を、1780年から1781年までグラスゴー大学の学長（Lord Rector）を務めた。
1789年8月17日にハルトンで死去、息子ジェームズが爵位を継承した。

## 家族
1749年4月24日、メアリー・ターナー・ロンブ（Mary Lombe、1734年ごろ – 1789年7月20日、ロンドンの長老議員サー・トマス・ロンブの娘）と結婚、6男6女をもうけた。
- ヴァルデイヴ・チャールズ・ローダー（Valdave Charles Lauder、1752年12月14日 – 1754年9月5日） - 夭折[1]
- ジェームズ（1759年1月26日 – 1839年9月15日） - 第8代ローダーデイル伯爵[1]
- トマス（英語版）（1760年3月10日 – 1824年1月17日） - セイロン総督、マルタ総督、庶民院議員、生涯未婚[3]
- ジョン（1768年10月8日没[2]）
- ウィリアム・モードント（William Mordaunt、1841年6月24日没） - メアリー・トラヴァース（Mary Travers、ジョン・トラヴァースの未亡人、リチャード・オーペンの娘）と結婚、子供あり。1810年6月5日にジェーン・ワザーストーン（Jane Watherstone、ダルハウジー・ワザーストーンの未亡人、トマス・ウォーカーの娘）と再婚。第11代ローダーデイル伯爵トマス・メイトランド（英語版）の父[2]
- チャールズ（1767年3月24日没） - 夭折[2]
- ハンナ（1768年9月16日没）
- エリザベス（1824年没） - 1770年4月9日、デイヴィッド・ギャヴィン（David Gavin）と結婚、子供あり[2]
- メアリー・ジュリアン（Mary Julian、1795年2月2日没） - 1770年3月9日、トマス・ホッグ（Thomas Hog）と結婚、子供あり[2]
- ハンナ・シャーロット（1804年5月8日没） - 1785年4月18日、第7代ツィードデール侯爵ジョージ・ヘイと結婚、子供あり[2]
- ジェーン（1834年没） - 1787年12月22日、サミュエル・ロング（Samuel Long、1746年8月5日 – 1807年10月9日、ビーストン・ロングの息子、庶民院議員[4]）と結婚、子供あり。1808年11月5日、初代準男爵サー・ウィリアム・ヒューストン（英語版）と再婚
- イザベル・アン（1858年9月4日没） - 1793年7月1日、フランシス・ダッシュウッド（Francis Dashwood、第11代ル・ディスペンサー男爵フランシス・ダッシュウッドの息子とされたものの、ル・ディスペンサー男爵に嫡子はいなかった）と結婚[2]